# Reel 2 Real
Reel 2 Real (Рил ту рил) — американский проект, известный как исполнитель одного из самых больших танцевальных хитов 1990-х годов в Европе — «I Like to Move It». Кроме этого, в первую двадцатку в Великобритании попадали ещё пять-шесть песен группы. Название «Reel 2 Real» — игра слов: термин «reеl-to-reеl» (магнитная запись с использованием катушек) дословно переводится «с бобины на бобину», омофон «reel to real» — «с бобины в реальность».
Группа была детищем нью-йоркского диджея колумбийского и доминиканского происхождения Эрика Морилло, который хотел совместить энергию латиноамериканского хауса со структурой и ритмом регги. Сначала он занимался ремикшированием нескольких синглов в стиле регги, а потом поработал с известным в Латинской Америке исполнителем Эль-Хенералом над ставшим платиновым синглом того «Muevelo». После ещё одного большого танцевального хита, «The New Anthem / Funk Buddha», Эриком заинтересовался лейбл звукозаписи «Strictly Rhythm» и подписал с ним контракт.
Потом его познакомили с родившимся в Тринидаде вокалистом по имени Мэд Стантман (Mad Stuntman (Безумный Трюкач), наст. имя Марк Куоши). Морилло создал группу «Reel 2 Real» и вместе со Стантманом в 1993 году выпустил знаменитый сингл «I Like to Move It».

## Дискография

### Альбомы
- 1994: Move It![англ.]
- 1995: Reel 2 Remixed[англ.]
- 1996: Are You Ready for Some More?[англ.]

### Singles
| Год  | Название                                                    | Наивысшие позиции в чартах | Наивысшие позиции в чартах | Наивысшие позиции в чартах | Наивысшие позиции в чартах | Наивысшие позиции в чартах | Наивысшие позиции в чартах | Наивысшие позиции в чартах | Наивысшие позиции в чартах | Наивысшие позиции в чартах | Наивысшие позиции в чартах | Наивысшие позиции в чартах | Наивысшие позиции в чартах | Сертификации                                     | Альбом                       |
| Год  | Название                                                    | AUS                        | AUT                        | FIN                        | FRA                        | GER                        | IRE                        | NED                        | SUI                        | SWE                        | UK                         | U.S.                       | U.S. Dance                 | Сертификации                                     | Альбом                       |
| ---- | ----------------------------------------------------------- | -------------------------- | -------------------------- | -------------------------- | -------------------------- | -------------------------- | -------------------------- | -------------------------- | -------------------------- | -------------------------- | -------------------------- | -------------------------- | -------------------------- | ------------------------------------------------ | ---------------------------- |
| 1992 | «The New Anthem» (featuring Erick Moore)                    | —                          | —                          | —                          | —                          | —                          | —                          | —                          | —                          | —                          | —                          | —                          | 1                          |                                                  | —                            |
| 1993 | «Go On Move» (featuring The Mad Stuntman)                   | —                          | 16                         | 4                          | 12                         | 20                         | 6                          | 11                         | 18                         | 15                         | 7                          | —                          | 6                          |                                                  | Move It                      |
| 1993 | «I Like to Move It» (featuring The Mad Stuntman)            | 6                          | 2                          | 10                         | 1                          | 3                          | 5                          | 1                          | 4                          | 12                         | 5                          | 89                         | 8                          | - FRA: Gold - GER: Gold - NED: Gold - UK: Silver | Move It                      |
| 1994 | «Can You Feel It?» (featuring The Mad Stuntman)             | —                          | 28                         | 7                          | 49                         | 32                         | 17                         | 20                         | 31                         | 26                         | 13                         | —                          | 3                          |                                                  | Move It                      |
| 1994 | «Raise Your Hands»                                          | —                          | —                          | 6                          | —                          | —                          | 20                         | —                          | —                          | —                          | 14                         | —                          | —                          |                                                  | Move It                      |
| 1995 | «Conway» (featuring The Mad Stuntman)                       | —                          | —                          | 9                          | —                          | —                          | —                          | —                          | —                          | —                          | 27                         | —                          | 4                          |                                                  | Move It                      |
| 1996 | «Jazz It Up»                                                | —                          | —                          | —                          | —                          | —                          | —                          | 15                         | —                          | 58                         | 7                          | —                          | —                          |                                                  | Are You Ready for Some More? |
| 1996 | «Are You Ready for Some More?»                              | —                          | —                          | —                          | —                          | —                          | —                          | —                          | —                          | —                          | 24                         | —                          | 5                          |                                                  | Are You Ready for Some More? |
| 1996 | «Move Your Body (Mueve la Cadera)» (featuring Proyecto Uno) | —                          | —                          | —                          | —                          | —                          | —                          | —                          | —                          | —                          | —                          | —                          | 3                          |                                                  | Are You Ready for Some More? |